# 가초노미야 히로아쓰 친왕
카쵸노미야 히로아츠 친왕(일본어: 華頂宮 博厚親王 かちょうのみや ひろあつしんのう[*], 1875년 (메이지 8년) 1월 18일 - 1883년 (메이지 16년) 2월 15일)은 일본의 황족이다.

## 생애
카쵸노미야 히로츠네 친왕의 장남으로, 후시미노미야 쿠니이에 친왕의 손자이다. 어머니는 백작 난부 토시히사의 장녀인 이쿠코이다.
메이지 9년 (1876년) 5월 24일, 아버지 히로츠네 친왕의 사망으로, 카쵸노미야의 가독을 계승했다. 메이지 초년에 황족의 범위와 사성황족의 방침을 정하였는데, 그에 따르면, 히로아츠 친왕은 신적강하하기로 되어있었으나, 메이지 천황의 뜻에 따라 황족의 신분을 유지하였다. 메이지 16년 (1883년) 2월 15일자로 메이지 천황의 유자가 되어 친왕 선하를 받지만, 같은 날에 사망했다. 겨우 8살의 어린 나이였다.
친왕은 매우 어린 나이로 사망했기 때문에, 후사는 없었고, 후시미노미야가에서 히로야스 왕이 들어와 카쵸노미야를 상속했다. 히로야스 왕은 이후 본류인 후시미노미야를 계승하기로 했던 쿠니카 왕이 병약하여, 후시미노미야로 다시 돌아가, 가독을 상속하였고, 카쵸노미야는 히로야스 왕의 차남 히로타다 왕이 계승하게 되었다.
또한, 히로아츠 친왕은 친왕 선하에 의해 친왕의 신분을 받은 가장 어린 인물이다 (친왕 선하를 받은 인물로는 마지막에서 두번째이다).